# Phu Soi Dao
Il Phu Soi Dao (in francese: Phou Soai Dao) è un monte del Sud-est asiatico. Con i suoi 2120 m si innalza all'estremità meridionale dei Doi Luang Prabang, al confine tra Laos e Thailandia. Sul versante thailandese è situato il parco nazionale del Phu Soi Dao, entro i confini delle province di Phitsanulok e di Uttaradit.
Nella foresta che ammanta il monte crescono alberi di Pinus kesiya, Betula alnoides, Schima wallichii e Shorea siamensis, nonché specie endemiche di vegetali quali Utricularia spinomarginata e Utricularia phusoidaoensis. Nell'area sono presenti numerose cascate.